# Freediving

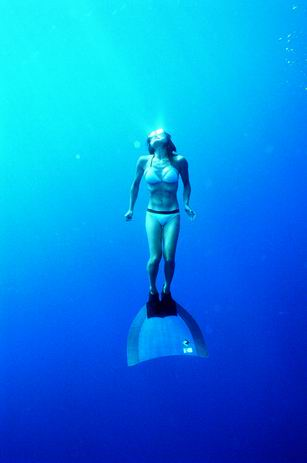
Swobodne nurkowanie przy użyciu monopłetwy

Freediving (z ang. free „wolny, swobodny”; diving „nurkowanie”) – nurkowanie na wstrzymanym oddechem. Podczas zanurzenia nurek nie używa akwalungu, przez co freediving często jest nieściśle nazywany nurkowaniem bezsprzętowym. Nie jest to do końca prawda, ponieważ freediverzy korzystają ze sprzętu takiego jak maski/okulary, specjalne płetwy, pianki/skóry pływackie, balast itp.

## Historia[1]
Odkrycia archeologiczne na całym świecie dowodzą, że nurkowanie swobodne jest tak stare, jak sama ludzkość. Najstarsze tzw. śmietniska muszlowe, czyli kopce usypane z muszli małży spożywanych przez prehistorycznych ludzi, datowane są na 140 tysięcy lat. Najstarszą (datowaną na około 5500 rok p.n.e.) perłę wskazującą na podwodną aktywność człowieka odkryto w południowo-wschodniej części Półwyspu Arabskiego. Źródła dowodzą, że nurkowanie na wstrzymanym oddechu w celu pozyskiwania owoców morza, gąbek i pereł było powszechnie praktykowane już w V–III w. p.n.e. Inne udokumentowane zastosowanie nurkowania na wstrzymanym oddechu dotyczy działań wojennych, m.in. podczas oblężenia Syrakuz (415 p.n.e.) czy oblężenia Tyru (333 p.n.e.).
Spośród starożytnych nurków najlepiej znane są ama – japońskie i koreańskie poławiaczki m.in. pereł, homarów i ostryg, a także greccy poławiacze gąbek wykorzystujący metodę skandalopetra.

## Współczesny freediving[1]
Współczesny freediving związany jest z Europą Południową, a jego popularność wynika z wynalezienia okularów nurkowych i ich stosowaniu przez łowców podwodnych. Pierwszy oficjalny rekord głębokościowy we freedivingu ustanowił Raimondo Bucher w 1949 roku nurkując na 30 m. Barierę 50 metrów podczas oficjalnej próby jako pierwszy pokonał Enzo Maiorca w 1961 roku. Bariera 100 metrów została pokonana na wstrzymanym oddechu przez Jacques’a Mayol’a w 1976 roku, a na 150 metrów jako pierwszy freediver zanurkował Włoch Umberto Pelizzari w 1999 roku. „Najgłębszym człowiekiem świata” jest Austriak Herbert Nitsch, który zanurkował w 2007 roku na 214 metrów.
W 1959 roku powstała Światowa Federacja Sportów Podwodnych CMAS - organizacja międzynarodowa organizacje nurkowe z całego świata, której celem jest promowanie i rozwijanie dyscyplin podwodnych. CMAS jest federacją sportową rozpoznawaną przez MKOL, a także jest członkiem Światowej Agencji Antydopingowej WADA, dzięki czemu odpowiada za organizację sportu wyczynowego.
W 1991 roku powstała AIDA International – międzynarodowa federacja zrzeszająca narodowe federacje nurków na wstrzymanym oddechu. AIDA International organizuje krajowe i międzynarodowe zawody na poziomie amatorskim, opracowuje standardy edukacji i bezpieczeństwa, a także udoskonala regulacje dotyczące zmagań sportowych.
W 2025 roku freediving basenowy (dynamika bez płetw i dynamika w monopłetwie) zadebiutował jako dyscyplina pokazowa podczas 12. Światowych Igrzysk Sportowych The World Games rozegranych w chińskim Chengdu.

## Rodzaje konkurencji
Sport ten dzielimy na:
- konkurencje głębokościowe – gdzie celem jest osiągnięcie jak największej głębokości:
  - stały balast (CWT) – nurek zanurza się i wynurza wyłącznie o własnych siłach używając płetw lub monopłetwy, przy czym zastosowany balast jest stały i nie można go odrzucać;
  - stały balast w płetwach podwójnych (CWT B-F) gdzie nurek podczas zanurzenia i wynurzenia w płetwach podwójnych wykonuje nogami ruchy nożycowe (naprzemienne), zastosowany balast jest stały;
  - stały balast bez płetw (CNF) – nurek zanurza się i wynurza o własnych siłach bez użycia płetw, przy czym zastosowany balast jest stały;
  - free immersion (FIM) – nurkowanie bez płetw, zawodnik pokonuje drogę w dół i do góry podciągając się rękoma po linie; nie ma znaczenia, czy zanurzenie będzie następowało „głową w dół” czy „nogami w dół”, nurek używa jednak stałego balastu;
  - zmienny balast (VWT) – zawodnik zanurza się z dodatkowym balastem, który zostawia na dole i powraca o własnych siłach korzystając z płetw i/lub liny;
  - no limits (NLT) – zawodnik zanurza się z dodatkowym balastem, najczęściej na specjalnej konstrukcji zwanej „windą”, wynurza zaś w dowolnie wybrany przez siebie sposób, najczęściej za pomocą balonu z powietrzem lub dmuchanej kamizelki.
- konkurencje basenowe – gdzie celem jest pokonanie jak najdłuższego dystansu pod wodą lub osiągniecie najdłuższego czasu wstrzymania oddechu:
  - dynamika w płetwach (DYN) – zawodnik pokonuje dystans pod wodą korzystając z płetw lub monopłetwy;
  - dynamika w płetwach podwójnych (DYN-BF) – zawodnik pokonuje dystans w płetwach podwójnych wykonuje nogami ruchy nożycowe (naprzemienne);
  - dynamika bez płetw (DNF) – zawodnik ma za zadanie przepłynąć jak najdłuższy dystans pod wodą bez płetw;
  - statyczne wstrzymywanie oddechu (STA) – konkurencja polegająca na jak najdłuższym wstrzymaniu oddechu pod wodą.

## Oficjalne rekordy świata uznane przez CMAS[8]
Światową federacją sportową, która zajmuje się walidacją rekordów świata i narodowy we freedivingu jest CMAS. Współzawodnictwo organizowane jest w kategoriach wiekowych (juniorzy, seniorzy, masters M1, M2, M3), w rozróżnieniu nurkowania w wodach słodkich i słonych, pod lodem oraz na basenie. Największą popularnością i rozpoznawalnością cieszą się zawody basenowe i głębokościowe w wodach słonych.
- Mężczyźni (seniorzy)

| Dyscyplina                                                                | Rekord                   | Zawodnik                 | Data                     | Miejsce                  |
| DYSCYPLINY GŁĘBOWOŚCIOWE                                                  | DYSCYPLINY GŁĘBOWOŚCIOWE | DYSCYPLINY GŁĘBOWOŚCIOWE | DYSCYPLINY GŁĘBOWOŚCIOWE | DYSCYPLINY GŁĘBOWOŚCIOWE |
| ------------------------------------------------------------------------- | ------------------------ | ------------------------ | ------------------------ | ------------------------ |
| Stały balast bez płetw (Constant Weight with no fins – CNF)               | 100 m                    | Aleksiej Mołczanow       | 2024-08-24               | Roatán, Honduras         |
| Stały balast w płetwach (Constant Weight – CWT)                           | 136 m                    | Aleksiej Mołczanow       | 2023-08-21               | Roatán, Honduras         |
| Stały balast w płetwach podwójnych (Constant Weight with Bifins – CWT-BF) | 124 m                    | Aleksiej Mołczanow       | 2023-08-25               | Roatán, Honduras         |
| Nurkowanie bez płetw (Free Immersion – FIM)                               | 132 m                    | Petar Klovar             | 2022-10-04               | Kaş, Turcja              |
| Zmienny balast (Variable Weight – VWT)                                    | 140 m                    | William Winram           | 2021-10-21               | Sharm El-Sheik, Egipt    |
| DYSCYPLINY BASENOWE                                                       |                          |                          |                          |                          |
| Dynamika bez płetw (Dynamic No Fins – DNF)                                | 239 m                    | Mateusz Malina           | 2024-05-20               | Ateny, Grecja            |
| Dynamika w płetwach (Dynamic With Fins – DYN)                             | 326,5 m                  | Mateusz Malina           | 2024-05-24               | Ateny, Grecja            |
| Dynamika w płetwach podwójnych (Dynamic With Bifins – DYN-BF)             | 300 m                    | Mateusz Malina           | 2024-05-21               | Ateny, Grecja            |
| Statyczne wstrzymywanie oddechu (Static Apnea – STA)                      | 10m 45s                  | Branko Pertovic          | 2017-11-11               | Subotica, Serbia         |

- Kobiety (seniorki)

| Dyscyplina                                                                | Rekord                   | Zawodnik                 | Data                     | Miejsce                  |
| DYSCYPLINY GŁĘBOWOŚCIOWE                                                  | DYSCYPLINY GŁĘBOWOŚCIOWE | DYSCYPLINY GŁĘBOWOŚCIOWE | DYSCYPLINY GŁĘBOWOŚCIOWE | DYSCYPLINY GŁĘBOWOŚCIOWE |
| ------------------------------------------------------------------------- | ------------------------ | ------------------------ | ------------------------ | ------------------------ |
| Stały balast bez płetw (Constant Weight with no fins – CNF)               | 80 m                     | Kateryna Sadurska        | 2024-10-10               | Kalamata, Grecja         |
| Stały balast w płetwach (Constant Weight – CWT)                           | 122 m                    | Alenka Artnik            | 2021-07-21               | Lond Island, Bahamy      |
| Stały balast w płetwach podwójnych (Constant Weight with Bifins – CWT-BF) | 106 m                    | Alenka Artnik            | 2021-09-30               | Kaş, Turcja              |
| Nurkowanie bez płetw (Free Immersion – FIM)                               | 104 m                    | Alessia Zecchini         | 2024-04-19               | San Francisco, Filipiny  |
| Zmienny balast (Variable Weight – VWT)                                    | 116 m                    | Lena Balta               | 2022-06-25               | Sharm El-Sheik, Egipt    |
| DYSCYPLINY BASENOWE                                                       |                          |                          |                          |                          |
| Dynamika bez płetw (Dynamic No Fins – DNF)                                | 222.5 m                  | Julia Kozerska           | 2025-08-10               | Chengdu, Chiny           |
| Dynamika w płetwach (Dynamic With Fins – DYN)                             | 300 m                    | Zsófia Törőcsik          | 2025-08-11               | Chengdu, Chiny           |
| Dynamika w płetwach podwójnych (Dynamic With Bifins – DYN-BF)             | 263.64 m                 | Magdalena Solich-Talanda | 2023-05-10               | Kuwejt, Kuwejt           |
| Statyczne wstrzymywanie oddechu (Static Apnea – STA)                      | 10m 45s                  | Heike Schwerdtner        | 2025-05-23               | Ateny, Grecja            |

## Najgłębsze/najdłuższe nurkowania uznane przez AIDA International
Federacja AIDA International prowadzi własny ranking nurkowań, jednak ze względu na uwarunkowania formalne osiągane rezultaty nie mogą być rozpoznawane jako rekordy świata/narodowe w rozumieniu sportu wyczynowego.
- Mężczyźni[10]

| Dyscyplina                                                                | Rekord                   | Zawodnik                 | Data                     | Miejsce                  |
| DYSCYPLINY GŁĘBOWOŚCIOWE                                                  | DYSCYPLINY GŁĘBOWOŚCIOWE | DYSCYPLINY GŁĘBOWOŚCIOWE | DYSCYPLINY GŁĘBOWOŚCIOWE | DYSCYPLINY GŁĘBOWOŚCIOWE |
| ------------------------------------------------------------------------- | ------------------------ | ------------------------ | ------------------------ | ------------------------ |
| Stały balast bez płetw (Constant Weight with no fins – CNF)               | 103 m                    | Petar Klovar             | 2025-05-26               | Sharm El-Sheik, Egipt    |
| Stały balast w płetwach (Constant Weight – CWT)                           | 136 m                    | Aleksiej Mołczanow       | 2023-09-29               | Limassol, Cypr           |
| Stały balast w płetwach podwójnych (Constant Weight with Bifins – CWT-BF) | 125 m                    | Aleksiej Mołczanow       | 2024-09-10               | Korsyka, Francja         |
| Nurkowanie bez płetw (Free Immersion – FIM)                               | 135 m                    | Petar Klovar             | 2023-09-27               | Limassol, Cypr           |
| Zmienny balast (Variable Weight – VWT)                                    | 156 m                    | Aleksiej Mołczanow       | 2023-03-28               | Kralendijk, Netherlands  |
| No limits (No-Limits Apnea – NLT)                                         | 214 m                    | Herbert Nitsch           | 2007-06-14               | Spetses, Grecja          |
| DYSCYPLINY BASENOWE                                                       |                          |                          |                          |                          |
| Dynamika bez płetw (Dynamic No Fins – DNF)                                | 250 m                    | Mateusz Malina           | 2022-05-01               | Burgas, Bułgaria         |
| Dynamika w płetwach (Dynamic With Fins – DYN)                             | 307 m                    | Jin Ming                 | 2024-08-25               | Goyang, Korea Płd.       |
| Dynamika w płetwach podwójnych (Dynamic With Bifins – DYN-BF)             | 290 m                    | Mateusz Malina           | 2022-03-37               | Łódź, Polska             |
| Statyczne wstrzymywanie oddechu (Static Apnea – STA)                      | 11m 35s                  | Stéphane Mifsud          | 2009-06-08               | Hyeres, Francja          |

- Kobiety[11]

| Dyscyplina                                                                | Rekord                   | Zawodnik                 | Data                     | Miejsce                  |
| DYSCYPLINY GŁĘBOWOŚCIOWE                                                  | DYSCYPLINY GŁĘBOWOŚCIOWE | DYSCYPLINY GŁĘBOWOŚCIOWE | DYSCYPLINY GŁĘBOWOŚCIOWE | DYSCYPLINY GŁĘBOWOŚCIOWE |
| ------------------------------------------------------------------------- | ------------------------ | ------------------------ | ------------------------ | ------------------------ |
| Stały balast bez płetw (Constant Weight with no fins – CNF)               | 80 m                     | Kateryna Sadurska        | 2024-12-02               | Dominika                 |
| Stały balast w płetwach (Constant Weight – CWT)                           | 123 m                    | Alessia Zecchini         | 2023-05-24               | San Francisco, Filipiny  |
| Stały balast w płetwach podwójnych (Constant Weight with Bifins – CWT-BF) | 111 m                    | Alenka Artnik            | 2023-07-30               | Lond Island, Bahamy      |
| Nurkowanie bez płetw (Free Immersion – FIM)                               | 103 m                    | Sanda Delija             | 2025-05-04               | Mabini, Filipiny         |
| Zmienny balast (Variable Weight – VWT)                                    | 130 m                    | Nanja Van Den Broek      | 2015-10-18               | Szarm el-Szejk, Egipt    |
| No limits (No-Limits Apnea – NLT)                                         | 160 m                    | Tanya Streeter           | 2002-08-17               | Turks i Caicos           |
| DYSCYPLINY BASENOWE                                                       |                          |                          |                          |                          |
| Dynamika bez płetw (Dynamic No Fins – DNF)                                | 213 m                    | Julia Kozerska           | 2023-06-13               | Jeju, Japonia            |
| Dynamika w płetwach (Dynamic With Fins – DYN)                             | 277 m                    | Magdalena Solich-Talanda | 2022-04-10               | Zlin, Czechy             |
| Dynamika w płetwach podwójnych (Dynamic With Bifins – DYN-BF)             | 243 m                    | Magdalena Solich-Talanda | 2022-05-02               | Dębica, Polska           |
| Statyczne wstrzymywanie oddechu (Static Apnea – STA)                      | 9m 22s                   | Heike Schwerdtner        | 2025-05-04               | Sztokholm, Szwecja       |

## Freediving w Polsce
Pod koniec 2004 roku powstała w Polsce pierwsza organizacja skupiająca ludzi uprawiających freediving – Stowarzyszenie Freediving Poland (SFP). Celem SFP jest popularyzacja freedivingu, poprawianie bezpieczeństwa nurkujących freediverów oraz wpływanie na wzrost świadomości wśród płetwonurków pragnących uprawiać ten rodzaj nurkowania. Na podstawie porozumienia z Polskim Związkiem Freedivingu, Stowarzyszenie Freediving Poland jako członek i polski reprezentant AIDA International organizuje i prowadzi zawody sportowe na poziomie amatorskim.
w 2019 roku powstała Polska Federacja Freedivingu (PFF), rozpoznawana przez światową federację CMAS. W 2022 roku PFF została przekształcona w Polski Związek Freedivingu. Od tego czasu polscy zawodnicy mogą startować w zawodach CMAS o randze mistrzostw świata, kontynentalnych oraz Europy, a także w innym międzynarodowych imprezach, m.in. w Światowych Igrzyskach Sportowych The World Games.

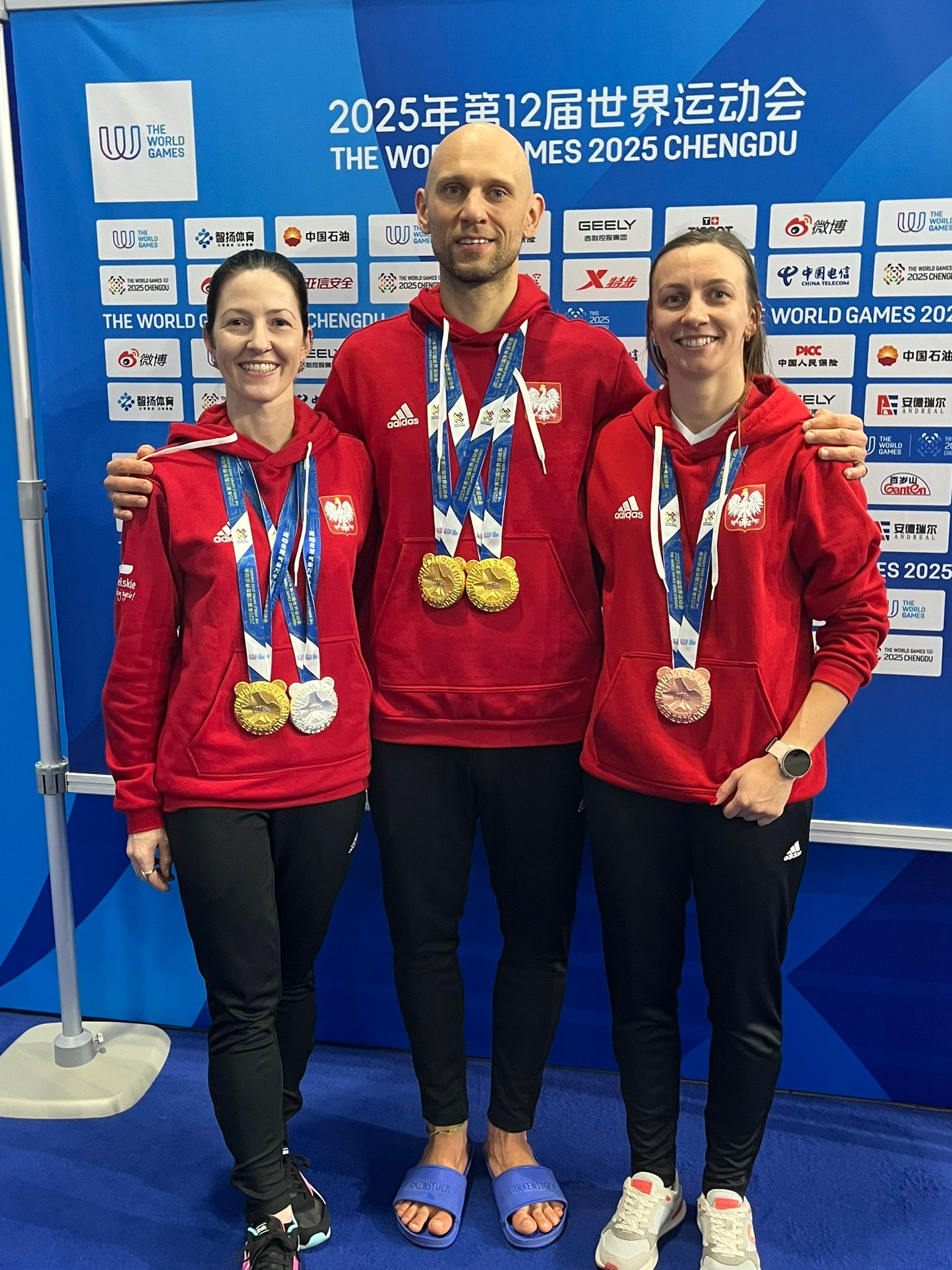
Światowe Igrzyska Sportowe The World Games 2025, Chengdu, Chiny. Od lewej: Julia Kozerska, Mateusz Malina, Magdalena Solich - Talanda. Fot. Tomasz Piechal/PKOl

Do najbardziej utytułowanym freediverów w Polsce należą: Mateusz Malina – miltirekordzista i multimedalista mistrzostwa świata, wielokrotny mistrz i rekordzista Polski w dyscyplinach basenowych i głębokościowych, Adrian Kwiatkowski i Tomasz Bryl - obaj odnoszący największe sukcesy rangi międzynarodowej w statycznym wstrzymaniu oddechu Krzysztof Dąbrowski – mistrz i wielokrotny wicemistrz Polski, Robert Cetler – wielokrotny rekordzista Polski we wszystkich dyscyplinach basenowych i głębokościowych, Magdalena Solich-Talanda – multirekordzistka i multimedalistka mistrzostw świata, wielokrotna rekordzista i mistrzyni Polski w dyscyplinach basenowych, Emilia Biała – wielokrotna mistrzyni i rekordzistka Polski w dyscyplinach basenowych i głębokościowych, Julia Kozerska – multirekordzistka i multimedalistka mistrzostw świata, wielokrotna mistrzyni i rekordzistka Polski w dyscyplinach basenowych, Agata Załęcka – rekordzistka Polski w dyscyplinach głębokościowych, zwyciężczyni klasyfikacji zawodów Pucharu Świata, Maria Bobela – wielokrotna rekordzistka Polski w dyscyplinach głębokościowych, Damian Watracz - srebrny medalista ostatnich mistrzostw świata w statyce (9m 02 s) oraz Piotr Kubiak - brązowy medalista ostatnich basenowych mistrzostw świata w dynamice bez płetw (225,5 m). 
W sierpniu 2025 roku freediving basenowy zadebiutował jako dyscyplina pokazowa podczas 12. Światowych Igrzysk Sportowych The World Games. W kategorii seniorów do udziału w zawodach zakwalifikowano 10 najlepszych zawodników i zawodniczek z całego świata, wśród nich troje Polaków: Julię Kozerską, Magdalenę Solich - Talandę oraz Mateusza Malinę. Podczas zawodów rozegranych na pływalni olimpijskiej kompleksu uniwersyteckiego Chengdu Sport University Sancha Lake Campus Polacy zdobyli aż 5 medali: Mateusz Malina wywalczył złoto w obu rozgrywanych konkrecjach (DNF i DYN), Julia Kozerska wywalczyła złoto w DNF (ustanawiając nowy rekord świata - 222.5 m) oraz srebro w DYN, Magdalena Solich - Talanda wywalczyła brąz w DNF. Dodatkowo Mateusz Malina został nagrodzony tytułem sportowca dnia The World Games - ten zaszczyt spotyka jedynie 20 spośród blisko 5 tysięcy sportowców biorących udział w zawodach The World Games.  

### Oficjalne rekordy Polski[19]
Od momentu powołania w roku 2022 Polskiego Związku Freedivingu, nowe rekordy Polski mogą zostać ustanowione wyłącznie na zawodach rozgrywanych według zasad federacji CMAS.
- Mężczyźni

| Dyscyplina                                                                | Rekord                   | Zawodnik                 | Data                     | Miejsce                  |
| DYSCYPLINY GŁĘBOKOŚCIOWE                                                  | DYSCYPLINY GŁĘBOKOŚCIOWE | DYSCYPLINY GŁĘBOKOŚCIOWE | DYSCYPLINY GŁĘBOKOŚCIOWE | DYSCYPLINY GŁĘBOKOŚCIOWE |
| ------------------------------------------------------------------------- | ------------------------ | ------------------------ | ------------------------ | ------------------------ |
| Stały balast bez płetw (Constant Weight with no fins – CNF)               | 90 m                     | Mateusz Malina           | 2022-08-02               | Lond Island, Bahamy      |
| Stały balast w płetwach (Constant Weight – CWT)                           | 123 m                    | Mateusz Malina           | 2022-08-05               | Lond Island, Bahamy      |
| Stały balast w płetwach podwójnych (Constant Weight with Bifins – CWT-BF) | 113 m                    | Mateusz Malina           | 2022-08-18               | Kaş, Turcja              |
| Nurkowanie bez płetw (Free Immersion – FIM)                               | 127 m                    | Mateusz Malina           | 2022-08-11               | Lond Island, Bahamy      |
| DYSCYPLINY BASENOWE                                                       |                          |                          |                          |                          |
| Dynamika bez płetw (Dynamic No Fins – DNF)                                | 239 m                    | Mateusz Malina           | 2024-05-20               | Ateny, Grecja            |
| Dynamika w płetwach (Dynamic With Fins – DYN)                             | 326,5 m                  | Mateusz Malina           | 2024-05-24               | Ateny, Grecja            |
| Dynamika w płetwach podwójnych (Dynamic With Bifins – DYN-BF)             | 300 m                    | Mateusz Malina           | 2025-05-21               | Ateny, Grecja            |
| Statyczne wstrzymywanie oddechu (Static Apnea – STA)                      | 9m 35s                   | Mateusz Malina           | 2019-12-07               | Dębica, Polska           |

- Kobiety

| Dyscyplina                                                                | Rekord                   | Zawodnik                 | Data                     | Miejsce                  |
| DYSCYPLINY GŁĘBOWOŚCIOWE                                                  | DYSCYPLINY GŁĘBOWOŚCIOWE | DYSCYPLINY GŁĘBOWOŚCIOWE | DYSCYPLINY GŁĘBOWOŚCIOWE | DYSCYPLINY GŁĘBOWOŚCIOWE |
| ------------------------------------------------------------------------- | ------------------------ | ------------------------ | ------------------------ | ------------------------ |
| Stały balast bez płetw (Constant Weight with no fins – CNF)               | 57 m                     | Agata Załęcka            | 2025-05-20               | San Francisco, Filipiny  |
| Stały balast w płetwach (Constant Weight – CWT)                           | 101 m                    | Agata Bogusz             | 2019-10-13               | Kalamata, Grecja         |
| Stały balast w płetwach podwójnych (Constant Weight with Bifins – CWT-BF) | 83 m                     | Agata Załęcka            | 2025-05-18               | San Francisco, Filipiny  |
| Nurkowanie bez płetw (Free Immersion – FIM)                               | 86 m                     | Maria Bobela             | 2023-08-22               | Roatán, Honduras         |
| DYSCYPLINY BASENOWE                                                       |                          |                          |                          |                          |
| Dynamika bez płetw (Dynamic No Fins – DNF)                                | 214 m                    | Julia Kozerska           | 2025-05-20               | Ateny, Grecja            |
| Dynamika w płetwach (Dynamic With Fins – DYN)                             | 284 m                    | Julia Kozerska           | 2025-05-24               | Ateny, Grecja            |
| Dynamika w płetwach podwójnych (Dynamic With Bifins – DYN-BF)             | 250,5 m                  | Magdalena Solich-Talanda | 2025-05-21               | Ateny, Grecja            |
| Statyczne wstrzymywanie oddechu (Static Apnea – STA)                      | 8m 10s                   | Julia Kozerska           | 2025-05-23               | Ateny, Grecja            |